# Kolmreuth (Weidenberg)
Kolmreuth (früher auch Kolbenreuth genannt) ist ein Gemeindeteil des Markts Weidenberg im Landkreis Bayreuth (Oberfranken, Bayern). Kolmreuth liegt in der Gemarkung Mengersreuth.

## Geografie
Die Einöde liegt in einer Rodungsinsel inmitten des Sophienthaler Forstes. Ein Anliegerweg führt nach Rügersberg (0,5 km nordwestlich).

## Geschichte
Kolmreuth gehörte zur Realgemeinde Mengersreuth. Gegen Ende des 18. Jahrhunderts bestand Kolmreuth aus einem Anwesen. Die Hochgerichtsbarkeit stand dem bayreuthischen Stadtvogteiamt Bayreuth zu. Das Amt Weidenberg war Grundherr des Häusleins.
Von 1797 bis 1810 unterstand der Ort dem Justiz- und Kammeramt Bayreuth. Mit dem Gemeindeedikt wurde Kolmreuth dem 1812 gebildeten Steuerdistrikt Mengersreuth und der zugleich gebildeten Ruralgemeinde Mengersreuth zugewiesen. Am 1. Juli 1972 wurde Kolmreuth nach Weidenberg eingemeindet.

### Einwohnerentwicklung
| Jahr      | 001818 | 001861 | 001871 | 001885 | 001900 | 001925 | 001950 | 001961 | 001970 | 001987 |
| Einwohner | *      | 4      | 4      | 3      | 6      | 3      | 3      | 5      | 4      | 2      |
| Häuser    | *      |        |        | 1      | 1      | 1      | 1      | 1      |        | 1      |
| Quelle    | [ 6 ]  | [ 9 ]  | [ 10 ] | [ 11 ] | [ 12 ] | [ 13 ] | [ 14 ] | [ 15 ] | [ 16 ] | [ 1 ]  |

## Religion
Kolmreuth ist evangelisch-lutherisch geprägt und nach St. Michael (Weidenberg) gepfarrt.